# Wessex Sound Studios
Wessex Sound Studios was een opnamestudio in Highbury New Park, Londen. De studio verzorgde de opnames van heel wat bekende artiesten, o.a. de Sex Pistols, King Crimson, The Clash, XTC, Queen, Talk Talk, The Rolling Stones en Pete Townshend.

## Geschiedenis
Het gebouw waarin de Wessex Studios waren gevestigd werd in 1881 gebouwd als de parochiezaal van de St. Augustine's Church. In 1960 richtte de familie Thompson er hun opnamestudio in. Omdat hun vorige studio gevestigd was in het oude, voormalige koninkrijk van Wessex, kozen ze voor de naam “Wessex Sound Studios”.

In 1965 werd het gebouw verkocht aan George Martin, de producer van The Beatles. De Wessex Sound Studios waren na de Abbey Road Studios de belangrijkste opnamestudio qua uitrusting en bekendheid.
In 1975 kocht Chrysalis de studio's en in 2003 kwam het gebouw in handen van de Neptune Group die het pand verbouwden tot acht appartementen en een woonhuis.